# Adlr.link
adlr.link (Akronym für: Advanced Delivery of Library Resources) ist der Name für den Fachinformationsdienst für Medien-, Kommunikations- und Filmwissenschaft, unter dem die Universitätsbibliothek Leipzig ein zentrales Suchportal für fachangehörige Wissenschaftler betreibt. Der Fachinformationsdienst wird seit 2014 durch die Deutsche Forschungsgemeinschaft gefördert.

## Beschreibung
Seit 1998 war die Universitätsbibliothek Leipzig Sitz des Sondersammelgebiets (SSG) 3.5: Kommunikations- und Medienwissenschaften, Publizistik. Der Altbestand an Monografien im SSG umfasst etwa 30.000 Bände und 400 Fachzeitschriften. Im Rahmen des Sondersammelgebiets wurde zusätzlich von 2007 bis 2012 die Virtuelle Fachbibliothek medien buehne film zusammen mit der Universitätsbibliothek Frankfurt am Main entwickelt und betrieben. Seit Ende 2013 werden Sondersammelgebiete von der Deutschen Forschungsgemeinschaft nicht weiter gefördert. Stattdessen wurde das Förderprogramm der Fachinformationsdienste neu aufgenommen.
Ziel der Fachinformationsdienste ist es, Wissenschaftlern einen schnellen und direkten Zugriff auf Spezialliteratur und forschungsrelevante Informationen zu ermöglichen. Als bundesweites System ergänzen sie die lokalen Informationsinfrastrukturen der Hochschulen und Forschungseinrichtungen. Fachinformationsdienste entwickeln dazu je nach Fach unterschiedliche Angebote – z. B. können Tools für den Zugriff auf digitale Ressourcen bereitgestellt werden, es kann aber auch der Bestandsaufbau konventioneller Veröffentlichungen vertieft werden. Fachinformationsdienste bieten eine Informationsversorgung der Wissenschaft als Ergänzung zur Grundversorgung durch wissenschaftliche Bibliotheken. Im Gegensatz zu den Sondersammelgebieten haben Fachinformationsdienste nicht mehr das Ziel eines möglichst umfassenden Sammelns und Archivierens von Veröffentlichungen.
Das Suchportal ist für Recherchen jedermann online zugänglich. Die Oberfläche von adlr.link ermöglicht eine fachspezifische Suche in einem zentralen Suchindex, der aus mehreren Quellen gespeist wird. Der Index enthält u. a. den gesamten Altbestand des ehemaligen SSG, eine Liste von neu erschienenen Werken, die regelmäßig aktualisiert wird, zahlreiche frei zugängliche Onlineressourcen und Open-Access-Dokumente sowie einen umfangreichen Artikelindex, mit dem Recherchen in wissenschaftlichen Zeitschriften auf Artikelebene möglich ist. Der Index bestand im März 2018 aus über 1,3 Mio. Datensätzen. Das Portal berücksichtigt bereits lokal vorhandene Zugangslizenzen und Buchbestände in den Heimatbibliothek des Nutzers und zeigt diese nutzerspezifisch an. Beim Nutzer nicht zugängliche oder vorhandene Dokumente werden ggf. per Lieferdienst bereitgestellt. Darüber hinaus sind einige Ressourcen in einer speziellen Fachinformationsdienst-Lizenz nur für angemeldete Nutzer zugänglich. Gedruckte Publikationen werden entweder neu erworben und dem Nutzer direkt zugesendet oder können, wenn sie im Bestand vorhanden sind, per Fernleihe bestellt werden.
Perspektivisch sollen in adlr.link auch vermehrt audiovisuelle Medien nachgewiesen und, wo möglich, ein direkter Zugriff auf audiovisuelle Werke ermöglicht werden.
Technisch basiert das Suchportal auf der Open-Source-Software VuFind. Die Software ermöglicht eine facettenorientierte Suche über verschiedene Datenquellen hinweg. Dabei werden – im Gegensatz zur Metasuche – die Suchergebnisse in einer Ergebnisliste mittels eines textstatistischen Rankings dargestellt. Die Facettierung ermöglicht es dann, die Ergebnisse weiter einzuschränken, ohne auf eine hierarchische Struktur Rücksicht nehmen zu müssen.
adlr.link wird in enger Zusammenarbeit mit  der Deutschen Gesellschaft für Publizistik- und Kommunikationswissenschaft (DGPuK) und der Gesellschaft für Medienwissenschaft (GfM) entwickelt.